# Maria Fitzpatrick
Maria M. Fitzpatrick (née le 18 février 1949) est une femme politique canadienne, elle est élue à l'Assemblée législative de l'Alberta lors de l'élection provinciale de 2015. Elle représente la circonscription de Lethbridge-Est en tant qu'une membre du Nouveau Parti démocratique de l'Alberta. 